# Minamisanriku
Minamisanriku (南三陸町 Minamisanriku-chō?) är en landskommun (köping) i Miyagi prefektur i Japan. Folkmängden uppgår till cirka 12 000 invånare. Den bildades genom en sammanslagning av kommunerna Utatsu och Shizugawa den 1 oktober 2005.
Staden träffades av tsunamin efter jordbävningen vid Tohoku 2011 och kort efteråt saknades minst 9 500 invånare. Den registrerade folkmängden minskade med 2 559 invånare mellan folkräkningen 1 oktober 2010 och två år senare (1 oktober 2012).